# Allegaeon
Allegaeon (prononcé [ˌʌliːdʒn]) est un groupe américain de death metal originaire de Fort Collins dans le Colorado, formé en 2008.

## Historique
Allegaeon se forme en 2008 et sort son premier EP, éponyme, la même année. Le groupe s'associe en 2009 au label Metal Blade Records. Le premier album studio, intitulé Fragments of Form and Function, est produit par Dave Otero, qui travaillera également sur la plupart des albums du groupe, et enregistré à Denver début 2010. Il sort en juillet de la même année.
En 2015, le chanteur et membre fondateur Ezra Haynes quitte le groupe. Il est remplacé par Riley McShane.
En septembre 2016, Allegaeon sort son quatrième album studio, intitulé Proponent for Sentience (en). Le chanteur Björn Strid de Soilwork et le guitariste Benjamin Ellis de Scar Symmetry participent à cet album.
Le cinquième album, Apoptosis (en) sort en avril 2019 et le sixième, DAMNUM, en février 2022.

## Membres

### Membres actuels
- Greg Burgess : guitare solo (depuis 2008)
- Michael Stancel : guitare rythmique (depuis 2013)
- Ezra Haynes : chant (2008–2015, depuis 2022)
- Brandon Michael : basse (depuis 2017)
- Jeff Saltzman : batterie (depuis 2020)

### Anciens membres
- Riley McShane : chant (2015-2022)
- Ryan Glisan : guitare rythmique (2008–2013)
- Corey Archuleta : basse (2008–2016)
- Jordan Belfast : batterie (2008–2011)
- J.P. Andrande : batterie (2011–2013)
- Brandon Park : batterie (2013–2020)

## Discographie

### Albums studio
- 2010 : Fragments of Form and Function
- 2012 : Formshifter (en)
- 2014 : Elements of the Infinite (en)
- 2016 : Proponent for Sentience (en)
- 2019 : Apoptosis (en)
- 2022 : DAMNUM (en)
- 2025 : The Ossuary Lens

### EPs
- 2008 : Allegaeon